# Fellype Gabriel
Fellype Gabriel (sinh ngày 6 tháng 12 năm 1985) là một cầu thủ bóng đá người Brasil.

## Sự nghiệp câu lạc bộ
Fellype Gabriel đã từng chơi cho Kashima Antlers.

## Thống kê câu lạc bộ

### J.League
| Đội             | Năm       | J.League | J.League | J.League Cup | J.League Cup | Tổng cộng | Tổng cộng |
| Đội             | Năm       | Trận     | Bàn      | Trận         | Bàn          | Trận      | Bàn       |
| --------------- | --------- | -------- | -------- | ------------ | ------------ | --------- | --------- |
| Kashima Antlers | 2010      | 31       | 2        | 2            | 0            | 33        | 2         |
| Kashima Antlers | 2011      | 16       | 2        | 1            | 0            | 17        | 2         |
| Tổng cộng       | Tổng cộng | 47       | 4        | 3            | 0            | 50        | 4         |